# Platinum Stars
Platinum Stars FC war ein südafrikanischer Fußballverein aus Mahikeng in der Provinz Nordwest.

## Geschichte
Platinum Stars ist der Nachfolger des Highlands Park FC, eines der erfolgreichsten und bekanntesten Clubs in Südafrika während der Apartheid. Highlands Park, welche in rot-weißen Trikots aufliefen, spielten im Balfour Park im Norden Johannesburgs. Nach der Auflösung der Liga, die bis dahin nur den weißen Einwohnern Südafrikas vorbehalten war, ging der Verein bankrott. Larry Brookstone, langjähriger Fan des Clubs forcierte 1998 eine Neugründung als Amateurmannschaft. In den nächsten Jahren gewann die Mannschaft fast alle Amateurtitel des Landes und stieg 2003 in die erste Liga auf. 
Der Verein fusionierte mit Silver Stars FC und spielte daraufhin unter dem Namen HP Silver Stars in Polokwane (Limpopo).
2006 schloss der Verein einen Vertrag mit der Royal Bafokeng Nation und zog nach Rustenburg. Ihre Heimspiele richtete die Mannschaft zu dieser Zeit im Royal-Bafokeng-Stadionaus, welches auch für die Fußball-Weltmeisterschaft 2010 genutzt wird. Im gleichen Jahr gewann der Club den Südafrikanischen Pokalwettbewerb durch einen 3:1-Sieg gegen Ajax Cape Town. 
Im Mai 2007 kaufte Royal Bafokeng Holdings 51 % der Anteile der Silver Stars und benannte den Club um in Platinum Stars FC, um die historische Bedeutung des Platin-Abbaus in der Region zu betonen. Aktuell spielen die Platinum Stars im Mmabatho-Stadion in Mafikeng.

## Erfolge
- 2002/03 – Sieger First Division Inland Stream
- 2006 – Sieger Telkom Knockout